# Lewisberry
Lewisberry est un borough situé au nord du comté de York, en Pennsylvanie, aux États-Unis,. En 2010, il comptait une population de 362 habitants, estimée au 1er juillet 2020 à 374 habitants. Le borough est fondé en 1798 et incorporé le 2 avril 1832.

## Démographie
Lors du recensement de 2010, le borough comptait une population de 362 habitants. Elle est estimée, en 2020, à 374 habitants.